# 磻溪镇 (剑河县)
磻溪镇，是中华人民共和国贵州省黔东南苗族侗族自治州剑河县下辖的一个乡镇级行政单位。
2013年2月22日，贵州省人民政府批复同意撤销磻溪乡，设置磻溪镇，镇人民政府驻磻溪村。

## 行政区划
磻溪镇下辖以下地区：
下盘溪村、上盘溪村、香洞村、岑广村、洞脚村、谢寨村、高下柳村、斗我村、八卦村、上盘乐村、下盘乐村、高引村、塘沙村、高坝村、平岑村、平鸠村、圭仁村、洞庭村、兴勤村、岑本村、团结村、光芒村、前丰村、大广村和化熬村。

## 中国传统村落
2013年8月，大广村、洞脚村被评为第二批中国传统村落。